# 2004年夏季残疾人奥林匹克运动会比利时代表团
2004年夏季残疾人奥林匹克运动会比利时代表团是比利时派出的2004年夏季残疾人奥林匹克运动会代表团。获得3枚金牌、2枚银牌和2枚铜牌。